# Lancelot du Lac
Lancelot du Lac (prt: Lancelote do Lago; bra: Lancelot do Lago ou Lancelot) é um filme ítalo-francês de 1974, escrito e dirigido por Robert Bresson, com roteiro baseado nas lendas arturianas e nos romances de cavalaria.
O longa dramatiza a relação amorosa entre Lancelote e Guinevere e o fim dos Cavaleiros da Távola Redonda. Como é comum nos filmes de Bresson, o elenco é composto de atores amadores, muitos dos quais nunca atuaram antes.[carece de fontes?]

## Enredo
Rei Artur manda 100 cavaleiros em busca do Santo Graal. Artur fica desapontado quando na volta da missão apenas 30 cavaleiros estão vivos. Entre eles se encontra o amante da sua esposa Genebra, Lancelote, que não demora muito para entrar em um torneio, onde é ferido. Enquanto Lancelote se recupera no seu próprio castelo, Artur descobre a relação extraconjugal da sua esposa e, incitado por Mordred, aprisiona-a. Lancelote a liberta, então Artur começa uma campanha para atacar o castelo do amante da rainha. Durante o cerco Lancelote mata um dos melhores amigo do rei, Gauvain. Lancelote busca um acordo de paz com Artur, e quando Mordred tenta cometer um atentado contra o rei, Lancelote acaba ficando do lado de Artur. No final Artur e todos os outros cavaleiros leais a ele acabam sendo chacinados.

## Elenco
- Luc Simon como Lancelot du Lac
- Laura Duke Condominas como La Reine (A Rainha)
- Humbert Balsan como Gauvain
- Vladimir Antolek-Oresek como Le Roi (O Rei)
- Patrick Bernhard como Mordred
- Arthur De Montalembert como Lionel
- Charles Balsan
- Christian Schlumberger
- Joseph-Patrick Le Quidre
- Jean-Paul Leperlier
- Marie-Louise Buffet
- Marie-Gabrielle Cartron
- Antoine Rabaud
- Jean-Marie Becar
- Guy de Bernis

## Recepção
O filme foi relativamente bem recebido entre a crítica e o público, tendo uma classificação de 94% no Rotten Tomatoes.